# МАКС (страховая компания)
Страховая компания «МАКС» (Московская акционерная страховая компания) — российская универсальная страховая компания, осуществляет страхование и перестрахование. Относится к категории системообразующих российских страховых компаний.
Штаб-квартира расположена в городе Москве.

## История

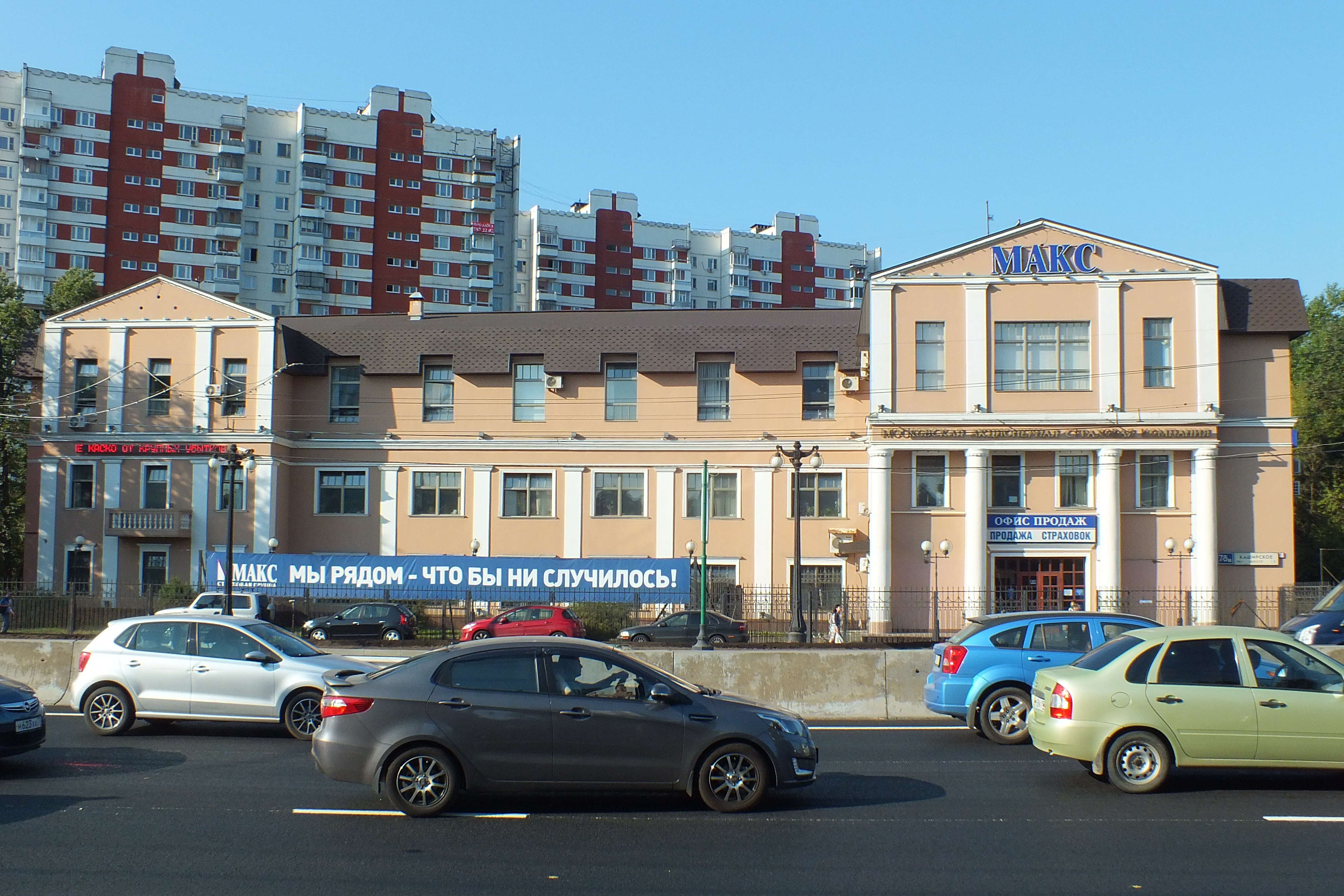
Вид на офис на Каширском шоссе в Москве в 2014 году (до постройки ЮВХ)

Компания зарегистрирована 13 марта 1992 года, одной из первых услуг стало осуществление добровольного медицинского страхования работников Минатома РФ, в связи с чем открыты представительства в Дубне и Протвино. В 1993 году компания вышла на рынок обязательного медицинского страхования, разрабатывается программное обеспечение для автоматизированной системы Московского городского отделения ФОМСа. 17 октября 1994 года зарегистрирована компания «МАКС-М», в которой была сосредоточена медицинская страховая деятельность. В 1995 году «МАКС» участвует в разработке экспериментальной программы льготного страхования жилья в Москве, а в 1997 году при его участии создан Российский ядерный страховой пул. В 1998 году компания вошла в ТОП-5 российских страховщиков по объёмам сборов в личном страховании. В 1999 году по программам добровольного медицинского страхования зарегистрировано 1,2 млн человек. Заключены договоры по имущественному страхованию с госкорпорацией Росэнергоатом и ОАО «ТВЭЛ».
В 2003 году получена лицензия на право проведения ОСАГО. В 2007 году впервые проведена процедура трансформации отчётности по МСФО за 2006 год. В 2008 году компания победила в конкурсе на трёхлетний контракт по осуществлению страхования имущества МИД Российской Федерации по всему миру. 
- В 2004 году рейтинговое агентство «Эксперт РА» присвоило компании рейтинговую оценку A++, которая затем подтверждалась в 2007-2017 годах. В том же 2017 рейтинг был заменён на ruAA- и подтверждался на этом уровне до 2020 года. В 2021 рейтинг был понижен до ruA+, подтверждён в 2022, а затем вновь повышен до ruAA- (2023-2024). В 2025 году рейтинг был отозван без подтверждения[5].

## Деятельность
Страховая группа «МАКС» включает в себя медицинскую страховую компанию АО «МАКС-М» и специализированную страховую компанию по страхованию жизни ООО «МАКС-Жизнь». 
В числе партнеров АО «МАКС» по перестрахованию ведущие международные компании: AIG, синдикаты Lloyd's, и другие. Размещение перестраховочных программ производится через крупных международных брокеров, таких как Willis, Marsh, UIB . Ипотечные риски (финансовые риски кредитора в случае неисполнения или ненадлежащего исполнения заемщиком своих обязательств по кредитному договору) АО «МАКС» перестраховывает в «СК АИЖК». Высокая надежность перестраховочной защиты отмечена в 2012 году рейтинговым агентством «Эксперт РА».
В 2017 году страховая компания «МАКС-М» поглотила самарскую региональную страховую компанию АО СК «Астро-Волга-Мед».
Компания «МАКС» является членом всех основных профессиональных объединений страховщиков и страховых пулов, среди них  Всероссийский союз страховщиков, Российский союз автостраховщиков, Национальный союз страховщиков ответственности, Национальный союз агростраховщиков (НСА), Российская ассоциация авиационных и космических страховщиков, Российский ядерный страховой пул, Российский антитеррористический страховой пул.

## Собственники и руководство
- Мартьянова Надежда Васильевна — генеральный директор компании «МАКС»[15];
- Ромодановский Константин Олегович (2019—2024) † — председатель совета директоров компании «МАКС»[15];
- Зурабов Михаил Юрьевич — президент АО «МАКС», член совета директоров[15].

## Награды и премии
В 2001 году компания удостоена премии «Российский национальный Олимп», в 2002 году — премии конкурса «Финансовый Олимп».
Присуждена премия «Финансовая элита России». 
Присуждено звание «Бизнес-лидер» международной рейтинговой программы ISAM. Директор компании Надежда Мартьянова стала лауреатом конкурса «Финансист года». 